# Americana (фільм The Offspring)
Americana — DVD американського панк-рок гурту The Offspring, виданий 14 грудня 1999 року. До диску увійшли відео з учасниками гурту, які виконують різні екстремальні трюки, а також декілька концертних виступів. Відео на пісні "Mota" та "Burn It Up", які самі зробили учасники колективу також доступні на диску. Крім того, на диску є 4 спроби учасників гурту та їх друзів пограбувати магазин (проте, скоріше за всього ці відео є не справжніми, а постановочними).

## Список пісень
1. "Welcome to the Dollhouse"
2. "Garage Days"
3. "Cool to Hate"
4. "The Meaning of Life"
5. "Smash and Grab Part 1"
6. "All I Want"
7. "Mota"
8. "Smash and Grab Part 2"
9. "Gotta Get Away"
10. "Nitro"
11. "Take It Like a Man"
12. "Burn It Up"
13. "Bad Habit"
14. "Smash and Grab Part 3"
15. "Nothing from Something"
16. "Gone Away"
17. "Crossroads"
18. "Smash and Grab Part 4"
19. "Built for Speed"
20. "Self Esteem"
21. "The Final Battle"